# (5043) Задорнов
(5043) Задорнов (англ. 5043 Zadornov) — астероид главного пояса, открытый 19 сентября 1974 года советским астрономом Людмилой Черных в Крымской астрофизической обсерватории. Назван в честь писателя-сатирика Михаила Задорнова.

## История названия
Запись в международной базе астероидов, сделанная Людмилой Черных на правах первооткрывателя, гласит: «Named in honor of Mikhail Nikolaevich Zadornov (b. 1948), Russian satirist widely known for his masterful readings of his own short stories».
Очевидно, что астероид Людмилой был так назван не сразу. Всего Людмила открыла 268 астероидов и постепенно им давала имена людей, не закончив этот процесс до своей смерти — несколько астероидов остались безымянными, имея только номера.
После открытия этот астероид числился просто под номером 1974 SB5.
Когда Людмила назвала астероид в честь Михаила Задорнова, точно не ясно. Сайт NASA отмечает, что она обновила в последний раз карточку астероида в 2010 году.

## Астрономические параметры
Тиссеранов параметр относительно Юпитера — 3,198.